# Gmina Osiek Jasielski
Die Gmina Osiek Jasielski ist eine Landgemeinde im Powiat Jasielski der Woiwodschaft Karpatenvorland in Polen. Ihr Sitz ist die gleichnamige, ehemalige Stadt mit etwa 700 Einwohnern.

## Geographie
Die Gemeinde liegt im Sanoker Flachland. Zu den Gewässern gehört die Wisłoka.

## Geschichte
Der namensgebende Ort verlor im Jahr 1934 das Stadtrecht. Von 1975 bis 1998 gehörte die Landgemeinde zur Woiwodschaft Krosno.

## Gliederung
Zur Landgemeinde (gmina wiejska) Osiek Jasielski gehören folgende acht Dörfer mit einem Schulzenamt:
- Czekaj
- Mrukowa
- Osiek Jasielski
- Pielgrzymka
- Samoklęski
- Świerchowa
- Załęże
- Zawadka Osiecka